# Чемпіонат Одеси з футболу
Чемпіонат Одеси з футболу — футбольний турнір аматорських клубів Одеси. Проводиться з 1911 року. До сезону-1923 включно проводився Одеською футбольною лігою, з 1924 року — секцією футболу міського комітету фізкультури і спорту, з 1964 року — міською федерацією футболу, під егідою якої проводиться і дотепер.

## Історія
У 1909 році був розіграний неофіційний титул чемпіона міста, який завоював Шереметьєвський гурток спорту, який став переможцем більшості товариських матчів, які проводилися в Одесі за домовленістю клубів. Уже тоді представники одеських команд всерйоз задумалися над організацією повноцінної міської першості. Однак перший офіційний чемпіонат провела не створена в грудні 1912 року Одеська футбольна ліга, а редакція одеського журналу «Спортивне життя» (редактор-видавець — Юліус Емброс).
Для переможця першого чемпіонату Одеси у першій категорії редакція «Спортивній життя» заснувала перехідний кубок. Його завоювали футболісти Одеського британського атлетичного клубу (О. Б. А. К.).
Починаючи з осені 1911 року всі наступні чемпіонати міста проходили за формулою «осінь-весна» — по два напівсезони — з перервою на зимовий час. І саме починаючи з сезону 1911/12 років організацією міського першості зайнялася Одеська футбольна ліга (голова — Ернест Вільямович Джекобс). Секретаріат ліги заснував ряд призів для переможців та призерів. Переможцю першої категорії стали присуджувати Кубок Джекобса, команді, яка зайняла друге місце — срібний щит Боханова, переможцям другої категорії — Кубок Герда, переможцям третьої — Кубок Окша-Оржеховського. Усі ці раритетні трофеї назавжди залишилися частиною історії. Як склалася їхня подальша доля, залишилося загадкою.
У 1912 році Одеська футбольна ліга вступила до Всеросійського футбольний союз, а в 1913 році збірна міста, складена з найкращих гравців клубів ОФЛ, виграла чемпіонат Російської імперії, але в результаті виявлених численних порушень під час проведення матчів на Півдні Росії ВФС ухвалив рішення вважати чемпіонат незіграним, й Одеса назавжди залишилася в футболі невизнаним чемпіоном.
Епоха Одеської футбольної ліги завершилася після революції. Нові міські першості стали проводити новостворені спортивні організації, які еволюціонували паралельно з центральними спортивними органами. У жовтні 1923 року ОФЛ злилася з військово-виробничою лігою і була переформована в футбольну секцію при губрадфізкульті. А в середині 60-их років на зміну футсекції прийшла міська федерація футболу, яка стала колективним членом Федерації футболу СРСР і УРСР.
Після розпаду Союзу керівники міської федерації спробували внести докорінні зміни в організацію чемпіонату міста, число учасників якого в радянські часи досягало до 50-ти клубів, які довелося розбивати на три групи (ліги), а чемпіона визначати не тільки по окремих класифікацій, але й у клубному заліку — до 1991 року цей титул вважався найпрестижнішим в одеському аматорському футболі. Але з розвалом СРСР система клубного заліку практично рухнула — видимість її існування підтримували лише першості юнацьких команд. Зупинити цей розвал і спробувала новостворена Асоціація футболу Одеси. Але проіснувавши лише пару сезонів, міський футбол повернувся під управління міської федерації, під егідою якої і проводяться нинішні чемпіонати міста серед дорослих команд і першості футбольних шкіл, які продовжують визначати переможців як в окремих вікових групах, так і у загальному клубному змаганні.
Найтитулованішим аматорським клубом Одеси за всю її історію є «Торпедо», який 17 разів ставав переможцем дорослого першості міста серед команд першої групи.
Нижче наведено список відновлених на сьогоднішній день призерів усіх міських першостей серед дорослих команд першої категорії (вища ліга).

## Призери
| Сезон      | Чемпіон                    | 2 місце                            | 3 місце                       | Бомбардир                                 | Бомбардир |
| Сезон      | Чемпіон                    | 2 місце                            | 3 місце                       | Гравець                                   | Голи      |
| ---------- | -------------------------- | ---------------------------------- | ----------------------------- | ----------------------------------------- | --------- |
| 1911 весна | О. Б. А. К.                | Ш. Г.                              | «Спортінг-Клуб»               | Ернест Джекобс (О. Б. А. К.)              |           |
| 1911/12    | О. Б. А. К.                | «Спортінг-Клуб»                    | О. Г. Ф.(«Локомотив»)         | Григорій Богемський («Спортінг-Клуб»)     |           |
| 1912/13    | Ш. Г.                      | О. Б. А. К.                        | «Спортінг-Клуб»               | Олександр Злочевський (Ш. Г.)             | 41        |
| 1913/14    | «Спортінг-Клуб»            | Ш. Г.                              | «Вега»                        |                                           |           |
| 1914/15    | Ш. Г.                      | «Вега»                             | «Спортінг-Клуб»               |                                           |           |
| 1915/16    | «Спортінг-Клуб»            | «Вега»                             | «Флорида»                     |                                           |           |
| 1916/17    | О. Г. Ф.(«Локомотив»)      | «Вега»                             | О. Б. А. К.                   |                                           |           |
| 1917/18    | ЄСК «Маккабі»              | «Вега»                             | О. Г. Ф.(«Локомотив»)         |                                           |           |
| 1918/19    | «Вега»                     |                                    |                               |                                           |           |
| 1922       | О. Г. Ф.(«Локомотив»)      | «Демократи»                        | «Вега»                        |                                           |           |
| 1923       | «Местран»                  | «Робур»                            | «Вега»                        |                                           |           |
| 1924       | «Местран»                  | «Шкіртрест»                        | О. Г. Ф.(«Локомотив»)         |                                           |           |
| 1925       | «Ленінці»                  | «Местран»                          | «Канатники»                   |                                           |           |
| 1926       | «Местран»                  |                                    |                               |                                           |           |
| 1927       | «Січнівці»                 |                                    |                               |                                           |           |
| 1928       | «Канатники»                |                                    |                               |                                           |           |
| 1929       | «Канатники»                |                                    |                               |                                           |           |
| 1930       | «Динамо»                   |                                    |                               |                                           |           |
| 1931       | «Шкіртрест»                | «Січнівці»                         | Завод Марті                   |                                           |           |
| 1932       | УКО (харчовики)            | «Динамо»                           | «Січнівці»                    |                                           |           |
| 1933       | «Олімп»                    | «Динамо»                           | «Січнівці»                    |                                           |           |
| 1934       | «Динамо»                   | «Січнівці»                         | «Водник»                      |                                           |           |
| 1935       | «Січнівці»                 | «Шкіртрест»                        | «Снайпер»                     |                                           |           |
| 1936       | «Снайпер»                  | «Локомотив»                        | «Січнівці»                    |                                           |           |
| 1937       | «Снайпер»                  | «Консервники»                      | «Сільмаш»                     |                                           |           |
| 1938       | «Харчовик» ("Чорноморець)  | «Снайпер»                          | «Червоний кондитер»           |                                           |           |
| 1939       | «Харчовик» («Чорноморець») | «Снайпер»                          | «Локомотив»                   |                                           |           |
| 1940       | «Локомотив»                |                                    |                               |                                           |           |
| 1945       | «Харчовик» («Чорноморець») | Команда Н-ської військової частини | «Динамо»                      |                                           |           |
| 1946       | «Водник»                   | «Динамо»                           | «Торпедо»                     |                                           |           |
| 1947       | «Торпедо»                  | «Водник»                           | «Динамо»                      |                                           |           |
| 1948       | «Водник»                   | «Торпедо»                          | «Динамо»                      |                                           |           |
| 1949       | «Торпедо»                  | «Динамо»                           | «Спартак»                     |                                           |           |
| 1950       | «Спартак»                  | «Металург»(«Чорноморець»)          | «Торпедо»                     |                                           |           |
| 1951       | «Червоне знам'я»           |                                    |                               |                                           |           |
| 1952       | «Торпедо»                  |                                    |                               |                                           |           |
| 1953       | «Шахтар»                   | «Торпедо»                          | «Трактор»                     |                                           |           |
| 1954       | «Металург»(«Чорноморець»)  | «Торпедо»                          | «Шахтар»                      |                                           |           |
| 1955       | «Локомотив»                | «Металург» («Чорноморець»)         | «Спартак»                     |                                           |           |
| 1956       | «Локомотив»                | «Металург» («Чорноморець»)         | «Спартак»                     | Матвій Черкаський(«Локомотив»)            |           |
| 1957       | «Локомотив»                |                                    |                               |                                           |           |
| 1958       | «Торпедо»                  |                                    |                               |                                           |           |
| 1959       | «Торпедо»                  |                                    |                               |                                           |           |
| 1960       | «Локомотив»                | СКА                                | ЗЖР                           |                                           |           |
| 1961       | «Водник»                   | СКА                                | «Локомотив»                   |                                           |           |
| 1962       | СКА                        |                                    |                               |                                           |           |
| 1963       | «Торпедо»                  |                                    |                               |                                           |           |
| 1964       | «Автомобіліст»             |                                    |                               |                                           |           |
| 1965       | «Торпедо»                  |                                    |                               |                                           |           |
| 1966       | «Локомотив»                |                                    |                               |                                           |           |
| 1967       | СКА                        | «Спартак»                          | «Локомотив»                   |                                           |           |
| 1968       | «Спартак»                  |                                    |                               |                                           |           |
| 1969       | ЗЖР                        | «Автогенмаш»                       | «Спартак»                     |                                           |           |
| 1970       | СКА                        |                                    |                               |                                           |           |
| 1971       | «Спартак»                  |                                    |                               |                                           |           |
| 1972       | «Торпедо»                  | «Таксі»                            | «Локомотив»                   |                                           |           |
| 1973       | «Торпедо»                  | «Таксі»                            | «Локомотив»                   | Микола Мусолітін («Локмотив»)             |           |
| 1974       | «Торпедо»                  | «Локомотив»                        | «Таксі»                       |                                           |           |
| 1975       | «Торпедо»                  | «Локомотив»                        | «Кисеньмаш»                   |                                           |           |
| 1976       | «Торпедо»                  | «Локомотив»                        | «Таксі»                       |                                           |           |
| 1977       | ЗЖР                        | «Торпедо»                          | «Таксі»                       |                                           |           |
| 1978       | «Таксі»                    | «Торпедо»                          | ЗРСС(«Таврія-В»)              |                                           |           |
| 1979       | «Торпедо»                  | «Локомотив»                        | «Чорноморець»                 |                                           |           |
| 1980       | «Таксі»                    | «Торпедо»                          | «Будгідрвлика»                |                                           |           |
| 1981       | «Локомотив»                | «Чорноморець»                      | ЗЖР                           |                                           |           |
| 1982       | «Динамо»                   | «Таксі» (АТП-15101)                | ЗЖР                           |                                           |           |
| 1983       | «Торпедо»                  | ЗЖР                                | «Локомотив»                   |                                           |           |
| 1984       | «Торпедо»                  | «Дзержинець» Одеса                 | «Чорноморець»                 |                                           |           |
| 1985       | «Торпедо»                  | ЗЖР                                | «Таксі» (АТП-15101)           |                                           |           |
| 1986       | ЗЖР                        | «Чорноморець»                      | «Дзержинець» Одеса            |                                           |           |
| 1987       | «Дзержинець» Одеса         | «Чорноморець»                      | ЗЖР                           |                                           |           |
| 1988       | ЗЖР                        | «Торпедо»                          | «Чорноморець»                 |                                           |           |
| 1989       | «Торпедо»                  | ЗЖР                                | «Чорноморець»                 |                                           |           |
| 1990 весна | «Таксі» (АТП-15101)        | «Торпедо»                          | «Кисеньмаш»                   |                                           |           |
| 1990/91    | ЗЖР                        | «Чорноморець»                      | «Січневіць»(«Краян»)          |                                           |           |
| 1991/92    | «Чорноморець»              |                                    |                               |                                           |           |
| 1992/93    | «Краян»                    |                                    |                               |                                           |           |
| 1993/94    | ЗЖР                        | «Локомотив»                        | ЗРСС(«Таврія-В»)              |                                           |           |
| 1994/95    | «Одесгаз»(«Факел»)         |                                    |                               |                                           |           |
| 1995/96    | «Портфлот»                 |                                    | «Лілія»                       |                                           |           |
| 1996/97    | «Сигнал»                   | «Факел»                            | ЗЖР                           |                                           |           |
| 1998 весна | «Сигнал»                   | ЗЖР                                | ЗРСС(«Таврія-В»)              | Геннадій Підвальний («Сигнал»)            | 15        |
| 1998/99    | «Сигнал»                   | «Бесарабія»                        | «Чорноморець»                 | Олександр Пінчук («Сигнал»)               | 18        |
| 1999/00    | «Автомобіліст-Бесарабія»   | «Сигнал»                           | «Локомотив»                   | Михайло Ткачук («Автомобіліст-Бесарабія») | 21        |
| 2000/01    | «Локомотив»                | ІРІК                               | «Сонячна Долина»              | Михайло Ткачук (ІРІК)                     | 24        |
| 2001 осінь | «Локомотив»                | СРЗ «Україна»                      | «Сонячна Долина»              | Руслан Хван (ІРІК)                        | 11        |
| 2002       | ІРІК                       | «Сонячна Долина»                   | «Локомотив»                   | Олег Кошелюк (ІРІК)                       | 39        |
| 2003       | «Реал»                     | «Іван»                             | «Локомотив»                   | Артур Ляхов («Локомотив»)                 | 36        |
| 2004       | «Локомотив»                | «Реал-Покровське»                  | «Іван»                        | Артур Ляхов («Локомотив»)                 | 32        |
| 2005       | «Іван»                     | «Локомотив-Дружба народів»         | «Фонтан-Портовик» Чорноморськ | Ярослав Курилів («Таїровець»)             | 35        |
| 2006       | «Реал Фарма»               | «Дружба народів»                   | «Іван»                        | Олександр Бредіс («Реал Фарма»)           | 23        |
| 2007       | «Бастіон» Чорноморськ      | «Чорноморець»                      | «Реал Фарма»                  | Олександр Бредіс («Реал Фарма»)           | 30        |
| 2008       | «Чорноморець»              | «Сонячна долина»                   | ФК «DIGITAL»                  | В'ячеслав Терещенко (ФК «DIGITAL»)        | 19        |
| 2009       | «Сонячна долина»           | «Люксеон»                          | «Дністер»                     | В'ячеслав Терещенко («Люксеон»)           | 33        |
| 2010       | «Люксеон»                  | «Реал Фарма»                       | «Сонячна Долина»              | Євген Ушаков («Люксеон»)                  | 16        |
| 2011       | «Сонячна Долина»           | «Люксеон»                          | «Хаджибей» Усатове            | Олександр Бредіс («Сонячна Долина»)       | 15        |
| 2012       | «Совіньйон» Таїрове        | «Люксеон»                          | ФК «Одеса»                    | Сергій Урсуленко («Бесарабія»)            | 12        |
| 2013       | ФК «Таїрове» Таїрове       | «Бастіон»(Чорноморськ)             | «Хаджибей» Усатове            | Руслан Майдан («Хаджибей»)                | 11        |
| 2014       | «Люксеон»                  | «SoHo.net»                         | «Реал Фарма-»                 | Олег Войніков («Аркадія»)                 | 14        |
| 2015       | «Атлетик»                  | «Перлина»                          | «Реал Фарма»                  | Олександр Згура («Атлетик»)               | 11        |
| 2016       | «Атлетик»                  | «Люксеон»                          | «Реал Фарма»                  | Олександр Якименко («Атлетик»)            | 22        |
| 2017       | «Люксеон-Олімп»            | ФК «Троїцке»                       | «SoHo.net»                    | Олександр Якименко («Люксеон-Олімп»)      | 16        |

## Кубок пам'ятіВолодимира Фінка
13 січня 2005 року під Білою Церквою трагічно загинув адміністратор, а в минулому — форвард одеського «Чорноморця» Володимир Фінк, в 1983 році встановив клубний рекорд «моряків» — забив за «Чорноморець» в окремо взятому чемпіонаті СРСР максимальну кількість голів — 15 (третій результат сезону 1983 року). Керівництво футбольного клубу «Чорноморець» вирішило увічнити ім'я Фінка в трофеї. З 2005 року Кубок пам'яті Володимира Фінка вручається найкращому бомбардирові чемпіонату міста. Першим володарем трофея став нападник «Таїровця» Ярослав Курилів.
| Сезон | Володарі кубку Фінка | Команда          | Матчі / Голи | СТАТИСТИКА ГОЛІВ    | СТАТИСТИКА ГОЛІВ | СТАТИСТИКА ГОЛІВ  | СТАТИСТИКА ГОЛІВ     | СТАТИСТИКА ГОЛІВ |
| Сезон | Володарі кубку Фінка | Команда          | Матчі / Голи | У середньому за гру | З пенальті       | 4 й більше за гру | Хет-трики (3 за гру) | Дублі (2 за гру) |
| ----- | -------------------- | ---------------- | ------------ | ------------------- | ---------------- | ----------------- | -------------------- | ---------------- |
| 2005  | Ярослав Курилів      | «Таїровець»      | 22 / 35      | 1,591               | 5                | 1 (5), 2 (4)      | 2                    | 3                |
| 2006  | Олександр Бредіс     | «Реал Фарма»     | 22 / 23      | 1,045               | 4                | 0                 | 2                    | 4                |
| 2007  | Олександр Бредіс     | «Реал Фарма»     | 27 / 30      | 1,111               | 7                | 0                 | 4                    | 6                |
| 2008  | В'ячеслав Терещенко  | ФК DIGITAL       | 14 / 19      | 1,357               | 3                | 2 (4)             | 1                    | 1                |
| 2009  | В'ячеслав Терещенко  | «Люксеон»        | 17 / 33      | 1,941               | 5                | 1 (8), 2 (4)      | 3                    | 0                |
| 2010  | Євген Ушаков         | «Люксеон»        | 15 / 16      | 1,067               | 2                | 0                 | 1                    | 4                |
| 2011  | Олександр Бредіс     | «Сонячна Долина» | 14 / 15      | 1,071               | 0                | 0                 | 2                    | 2                |
| 2012  | Сергій Урсуленко     | «Бесарабія»      | 13 / 12      | 0,923               | 2                | 1 (6)             | 0                    | 1                |
| 2013  | Руслан Майдан        | «Хаджибей»       | 15 / 11      | 0,733               | 0                | 0                 | 1                    | 1                |
| 2014  | Олег Войніков        | «Аркадія»        | 17 / 14      | 0,824               | 3                | 0                 | 1                    | 4                |
| 2015  | Олександр Згура      | «Атлетик»        | 11 / 11      | 1,000               | 0                | 0                 | 0                    | 3                |
| 2016  | Олександр Якименко   | «Атлетик»        | 17 / 22      | 1,294               | 3                | 2 (4)             | 0                    | 5                |
| 2017  | Олександр Якименко   | «Люксеон-Олімп»  | 11 / 16      | 1,45                | 2                | 0                 | 3                    | 2                |

## Перша ліга
Турнір команд першої ліги вперше був проведений в 2006 році, ставши регулярним змаганням. Виняток становить чемпіонат сезону 2009 року, коли перша ліга була сформована у зв'язку зі створенням 2-групової вищої ліги чемпіонату міста з найгірших команд за підсумками першого етапу.
Якщо спочатку передбачалося, що найкращі команди першої ліги отримуватимуть право грати у найсильнішому дивізіоні, то поступово ця спортивна складова втратила свою актуальність з огляду на фінансову залежність колективів, і турнір набув своєрідну незалежність. А починаючи з сезону 2013 року перша ліга знайшла збірний статус з приходом до складу її учасників лідерів ветеранської ліги 35+, яка в силу різних причин розпалася, через що організатори заснували паралельний ветеранський залік, який визначає крім призерів основного турніру, переможців і призерів серед молодіжних (дорослих) і ветеранських команд.

### Усі призери
| Сезон | Чемпіон              | 2-ге місце         | 3-тє місце         | Найкращий бомбардир                      |    |
| 2006  | «Афган-Памір»        | «Динамо-Честь»     | «ФАР-Арена»        | Володимир Доаге («Афган-Памір»)          | 17 |
| 2007  | «Соборка-Інтерпласт» | «Альфа-Пак»        | «Лада»             | Володимир Данилян («Соборка-Інтерпласт») | 25 |
| 2008  | «Соборка»            | «Альфа-Пак»        | «Чорноморець-1991» | Юрій Переверзєв («Оранта»)               | 21 |
| 2009  | «SoHo.net»           | «Юнга-Моракадемія» | «Пальміра»         | Денис Банар («SoHo.net»)                 | 16 |
| 2010  | «Альфа-Пак»          | «Драккар»          | «Чорноморець-1992» | Степан Клокар («Драккар»)                | 22 |
| 2011  | «Альфа-Пак»          | «SoHo.net»         | «Старокінний»      | Юрій Переверзєв («Альфа-Пак»)            | 21 |
| 2012  | «Хаджибей»           | «Амадеус Марін»    | «Реал»             | Олег Ладиненко («Соборка»)               | 29 |
| 2013  | «Рішельє»            | «Таврія В»         | «Люстдорф»         | Олександр Косирін («Рішельє»)            | 41 |
| 2014  | «Рішельє»            | «Таврія В»         | «Альфа-Пак»        | Олександр Бредіс («Таврія В»)            | 24 |
| 2015  | «Таврія В»           | «Рішельє»          | «Люстдорф»         | Олександр Косирін («Люстдорф»)           | 53 |
| 2016  | «Рішельє»            | «Люстдорф»         | «Таврія В»         | Олександр Косирін («Люстдорф»)           | 36 |
| 2017  | «Рішельє»            | «Люстдорф»         | «Таврія В»         | Олександр Косирін («Люстдорф»)           | 30 |

## Зимова першість міста
Зимова першість з футболу — один з найпопулярніших аматорських турнірів в Одесі. Перший розіграш був проведений взимку 1951 року, після чого турнір став традиційним. Через сім років в силу організаційних (в тому числі й погодних) причин був припинений.
Відновився розіграш зимової першості у 1987 році, і з тих пір, незважаючи на погодні умови, проводиться регулярно.
Формат турніру простий: на першому етапі команди в груповому турнірі (старт щорічно — в грудні) визначають учасників фінальних матчів (початок березня), за результатами яких і визначаються призери. Матчі зимової першості скорочені — 1 тайм триває 35 хвилин. Виняток становлять поєдинки за 3-тє місце і фінал, тривалість яких традиційна для футбольних змагань.

### Усі призери
| Сезон   | Чемпіон           | 2-ге місце          | 3-тє місце               | Найкращі бомбардири                                          |    |
| 1951    | «Спартак»         |                     |                          |                                                              |    |
| 1952    | ОБО               |                     |                          |                                                              |    |
| 1953    | ОБО               | «Металург»          | «Торпедо»                |                                                              |    |
| 1953/54 | ОБО               | «Шахтар»            | «Торпедо»                |                                                              |    |
| 1954/55 | ОБО               | «Шахтар»            | «Металург»               |                                                              |    |
| 1955/56 | «Металург»        | ОБО                 | «Шахтар»                 |                                                              |    |
| 1956/57 | ОБО               |                     |                          |                                                              |    |
| 1957/58 | ОБО               |                     |                          |                                                              |    |
| 1987/88 | ЗОР               | «Торпедо»           | «Дзержинець»             |                                                              |    |
| 1988/89 | ЗОР               | «Дзержинець»        | «Одесгаз»                |                                                              |    |
| 1989/90 | «Черноморец-1972» | «Динамо»            | «Продмаш»                |                                                              |    |
| 1990/91 | «Портфлот»        | «Дзержинець»        | «Черноморец-1973»        |                                                              |    |
| 1991/92 | «Черноморец-1974» | ЗОР                 | «Дзержинець»             |                                                              |    |
| 1992/93 | «Будгідравлика»   | «Дзержинець»        | «Торпедо»                |                                                              |    |
| 1993/94 | ЗОР               | «Чорноморець-2»     | «Дзержинець»             |                                                              |    |
| 1994/95 | ЗОР               | «Рішельє»           | «Портфлот»               |                                                              |    |
| 1995/96 | «Портфлот»        | «Рішельє»           | «Лотто»                  |                                                              |    |
| 1996/97 | «Рішельє»         | «Факел»             | «Лілія»                  |                                                              |    |
| 1997/98 | ЗОР               | «Портфлот»          | «Бесарабія»              | Віктор Дзьобан (ЗОР)                                         | 15 |
| 1998/99 | «Сигнал»          | «Дзержинець»        | «Рибак»                  | Віталій Тищенко («Факел»)                                    | 11 |
| 1999/00 | «Ласуня»          | «Сигнал»            | «Автомобіліст-Бесарабія» | Михайло Ткачук («Автомобіліст-Бесарабія»)                    | 9  |
| 2000/01 | «Ласуня»          | «Чорноморець-3»     | «Іван»                   | Олександр Уманченко («Ласуня»)                               | 8  |
| 2001/02 | «Ласуня»          | «Сонячна Долина»    | «Чорноморець-2»          | Олександр Згура («Чорноморець-1985»)                         | 7  |
| 2002/03 | «Сигнал»          | «Ласуня»            | «Локомотив»              | Анатолій Снігур («Сонячна Долина»)                           | 13 |
| 2003/04 | «Реал»            | «Таврія В-Радіалка» | «Іван»                   | Руслан Майданюк («Таврія В»), Олександр Бондаренко («Реал»)  | 8  |
| 2004/05 | «Сонячна Долина»  | «Реал Фарма»        | «Таврія В-Радіалка»      | Артур Ляхов («Локомотив-Дружба народів»)                     | 17 |
| 2005/06 | «Чорноморець-2»   | «Сонячна Долина»    | «Сигнал»                 | Артем Азицький («Чорноморець-2»)                             | 14 |
| 2006/07 | «Дружба народів»  | «Сонячна Долина»    | «Реал Фарма»             | Олександр Бредіс («Реал Фарма»)                              | 14 |
| 2007/08 | «Сонячна Долина»  | ФК «DIGITAL»        | «Реал Фарма»             | В'ячеслав Терещенко (ФК DIGITAL)                             | 19 |
| 2008/09 | «Реал Фарма»      | «Сигнал»            | «Сонячна Долина»         | В'ячеслав Терещенко (ФК DIGITAL)                             | 16 |
| 2009/10 | «Реал Фарма»      | «Сонячна долина»    | «Люксеон»                | Олександр Грозов («Сонячна Долина»)                          | 10 |
| 2010/11 | «Реал Фарма»      | «Сонячна долина»    | «Нива» Таїрове           | Олег Войніков («Реал Фарма»)                                 | 14 |
| 2011/12 | «Сонячна Долина»  | «Совіньйон» Таїрове | «Люксеон»                | Олександр Бредіс («Сонячна Долина»), Євген Піцик («Бастіон») | 12 |
| 2012/13 | «Реал Фарма-2»    | ФК «Таїрове»        | «Реал Фарма»             | Олександр Бредіс («Балкани»)                                 | 16 |
| 2013/14 | «Динамо»          | «Реал Фарма»        | «Балкани» Зоря           | Олег Войніков («Аркадія»)                                    | 10 |
| 2014/15 | «Жемчужина»       | «Реал Фарма»        | «Балкани» Зоря           | Артем Головін (ФК «Одеса»)                                   | 9  |
| 2015/16 | «Реал Фарма»      | «Реал Фарма-2»      | «Атлетик»                | Руслан Паламар («Жемчужина»)                                 | 12 |
| 2016/17 | «Реал Фарма-2»    | «Люксеон»           | «Атлетик»                | Олександр Якименко («Атлетик»)                               | 12 |
| 2017/18 | «ФК „Троицкое“»   | «Інтер»             | «Люксеон»                | Сергій Кузнецов («Троїцьке»), Віталій Балашов («Інтер»)      | 10 |

## Чемпіонат міста серед ветеранів
Чемпіонат міста з футболу серед ветеранів по праву вважається одним з наймасовіших змагань в одеському міському аматорському футболі. Ліга ветеранів постійно розширюється, зростає число учасників чемпіонату у всіх вікових категоріях.
Найтитулованішим ветеранським футбольним клубом Одеси є «Рішельє», в активі якого 19 чемпіонських титулів, що є абсолютним рекордом ветеранської ліги. «Рішельє» також належить унікальне досягнення в лізі 35+: вперше виграв чемпіонат у 2001 році, клуб 14 років поспіль незмінно займав в ньому тільки перше місце.
«Таврії В» належить інше цікаве досягнення: вона двічі переривала гегемонію «Рішельє» — в 2012 році у лізі 45+, а також у 2015-му в лізі 35+.

### Ліга 35+
| Сезон | Чемпіон    | 2-ге місце    | 3-тє місце           | Найкращі бомбардири                                                                 |    |
| 2000  | «Інбуд»    | «Нептун»      | «Динамо»             | Ігор Бєланов («Динамо»), Юрій Горячев («Нептун»)                                    | 14 |
| 2001  | «Рішельє»  | «Інбуд»       | ПВО-ЧМП              |                                                                                     |    |
| 2002  | «Рішельє»  | «Відрада»     | ФК «Іллічівськ»      | Віктор Гратій («Інбуд»)                                                             | 18 |
| 2003  | «Рішельє»  | «Відрада»     | «Укрпошта-Ілічівськ» | Віктор Сахно («Рішельє»)                                                            | 22 |
| 2004  | «Рішельє»  | «Південь»     | «Відрада»            | Віталій Тищенко («Відрада»)                                                         | 29 |
| 2005  | «Рішельє»  | «Моноліт»     | «Відрада»            | Олександр Бондаренко («Рішельє»)                                                    | 49 |
| 2006  | «Рішельє»  | «Моноліт»     | «Чорне море»         | Віталій Тищенко («Відрада»)                                                         | 41 |
| 2007  | «Рішельє»  | «Чорне море»  | «Відрада»            | Валерій Манько («Рішельє»)                                                          | 31 |
| 2008  | «Рішельє»  | «Чорне море»  | «СоцКом Банк»        | Олександр Бондаренко («Рішельє»), Валерій Манько («Рішельє»)                        | 19 |
| 2009  | «Рішельє»  | «СоцКом Банк» | ФК «Іллічівськ»      | Олександр Бондаренко («Рішельє»)                                                    | 17 |
| 2010  | «Рішельє»  | «СоцКом Банк» | «Чорне море»         | Володимир Мельниченко («СоцКом Банк»)                                               | 11 |
| 2011  | «Рішельє»  | «Таврія В»    | «Люстдорф»           | Володимир Мельниченко («Таврія В»), Олег Мочуляк («Рішельє»)                        | 9  |
| 2012  | «Рішельє»  | «Люстдорф»    | «Таврія В»           | Олег Мочуляк («Рішельє»)                                                            | 10 |
| 2013  | «Рішельє»  | «Таврія В»    | «Люстдорф»           | Олександр Косирін («Рішельє»)                                                       | 11 |
| 2014  | «Рішельє»  | «Таврія В»    | «Люстдорф»           | Олександр Бредіс («Таврія В»)                                                       | 4  |
| 2015  | «Таврія В» | «Рішельє»     | «Люстдорф»           | О.Косирін, О.Нечипорук («Люстдорф»), О.Бредіс («Таврія В»), В.Полтавець («Рішельє») | 5  |
| 2016  | «Рішельє»  | «Люстдорф»    | «Таврія В»           | Олександр Косирін («Люстдорф»)                                                      | 3  |
| 2017  | «Рішельє»  | «Люстдорф»    | «Таврія В»           | Олег Підлетійчук («Рішельє»), Виталий Бачур («Люстдорф»)                            | 4  |

### Ліга 45+
| Сезон | Чемпіон    | 2-ге місце         | 3-тє місце          | Найкащі бомбардири                                         |    |
| 2007  | «Динамо»   | «Одесенергомережі» | «Хлібодар» Іванівка | Ігор Бєланов («Динамо»), Володимир Куцак («Хлібодар»)      | 6  |
| 2008  | «Рішельє»  | «Відрада»          | «Динамо»            | Геннадій Гілерман («Рішельє»)                              | 15 |
| 2009  | «Рішельє»  | «Відрада»          | «Динамо»            | Леонід Гайдаржи («Рішельє»)                                | 18 |
| 2010  | «Рішельє»  | «Таврія В»         | «Відрада»           | Олександр Бондаренко («Рішельє»), Ігор Штихар («Таврія В») | 17 |
| 2011  | «Рішельє»  | «Краян»            | «Таврія В»          | Володимир Манько («Рішельє»)                               | 17 |
| 2012  | «Таврія В» | «Рішельє»          | «Динамо»            | Геннадій Гілерман («Рішельє»)                              | 13 |
| 2013  | «Таврія В» | «Рішельє»          | «Динамо»            | Ілля Чулак («Таврія В»)                                    | 30 |
| 2014  | «Таврія В» | «Мрія-ВПОГ»        | «Автомобіліст»      | Олександр Бондаренко («Таврія В»)                          | 17 |
| 2015  | «Таврія В» | «Автомобіліст»     | «Метро-Отель»       | Олександр Бондаренко («Таврія В»), Ілля Чулак («Таврія В») | 13 |